# Roseraie de Rome
La roseraie communale de Rome est un jardin public italien consacré aux roses situé près du Cirque Maxime à Rome.

## Historique
Elle fut fondée en 1931 sur la colline de l'Oppius, près du Colisée, mais fut détruite pendant la Seconde Guerre mondiale. En 1950, la commune, avec l'accord de la Communauté juive décida de recréer la roseraie dans son site actuel, qui avait abrité depuis 1645 le cimetière juif, déplacé en 1934 dans un secteur du cimetière du Verano. Les allées qui divisent les plates-bandes dans le secteur des collections reproduisent sur le plan le dessin d'une menorah, le candélabre à sept branches et à l'entrée est posée une stèle qui rappelle l'ancienne destination du terrain.

## Description
Sur une surface d'environ 10 000 m2, divisée en deux par une route asphaltée, se trouvent environ 1 100 types différents de rosiers. Dans l'un des secteurs, sont regroupées les variétés qui permettent de retracer  l'évolution de la rose depuis l'Antiquité jusqu'à aujourd'hui, réparties en  « rosiers botaniques », « rosiers anciens » et « rosiers modernes ».
Les collections de « rosiers botaniques » et de  « rosiers anciens » sont particulièrement importantes. La diffusion de ces types commença à décliner après le début des hybridations avec les rosiers chinois, importés à partir du début du XIXe siècle, ce qui permit la création des innombrables variétés des « roses modernes ».
Dans le seconde section, plus petite, sont hébergées les variétés de rosiers tout récemment créées, reçues du monde entier, et qui après un séjour de deux ans participent au concours international Premio Roma réservé aux nouvelles variétés.
Le parc est ouvert au public toute la journée de mai à octobre.

### Quelques variétés de roses de la roseraie communale de Rome

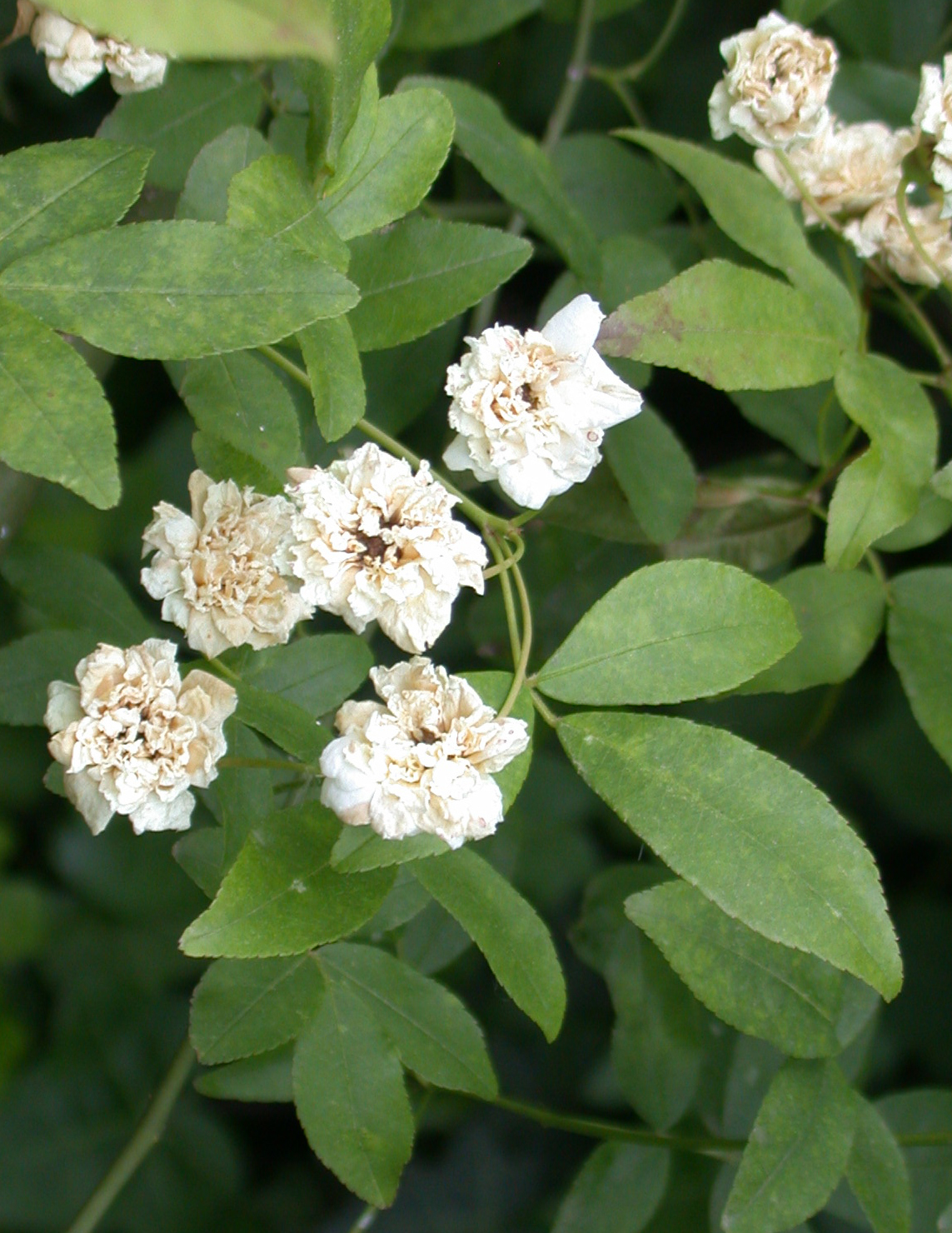
'Rosa Banksiae' Banksiae, W. Kerr, 1807 (Chine centrale) Bancksianae
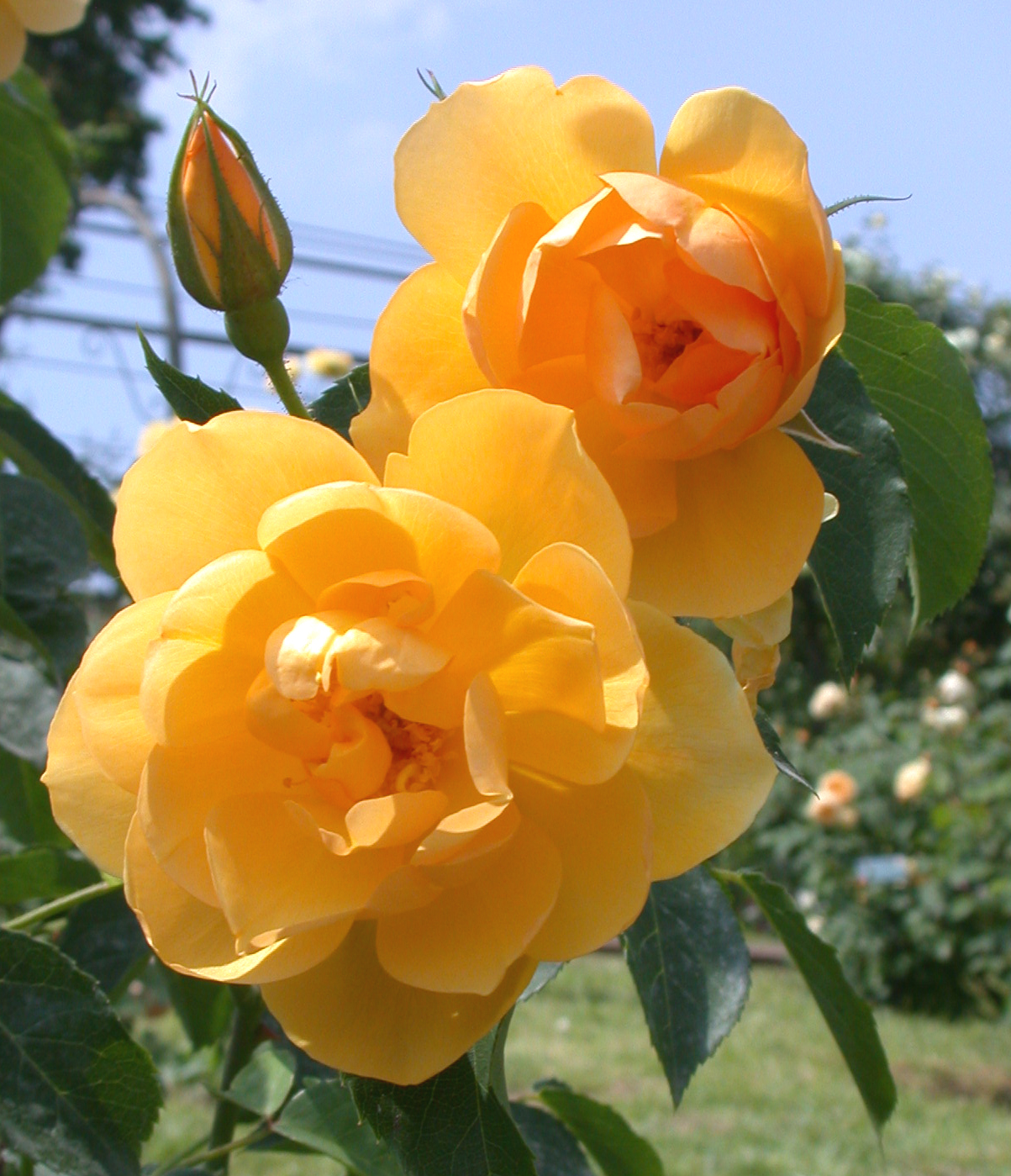
'Buttercup', David Austin, 1999 (Angleterre)
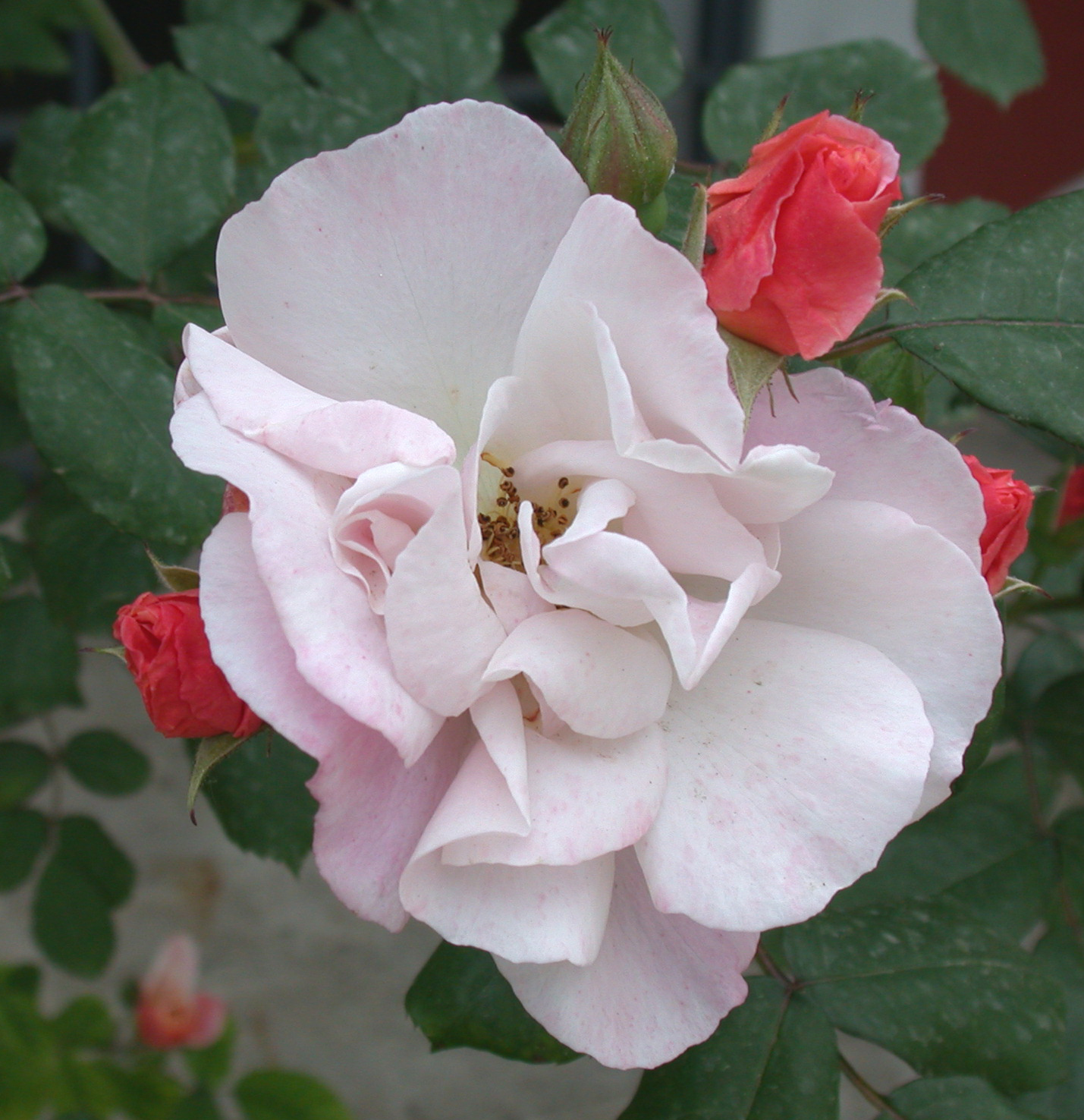
'Clair Matin', Meilland, 1960 (France)
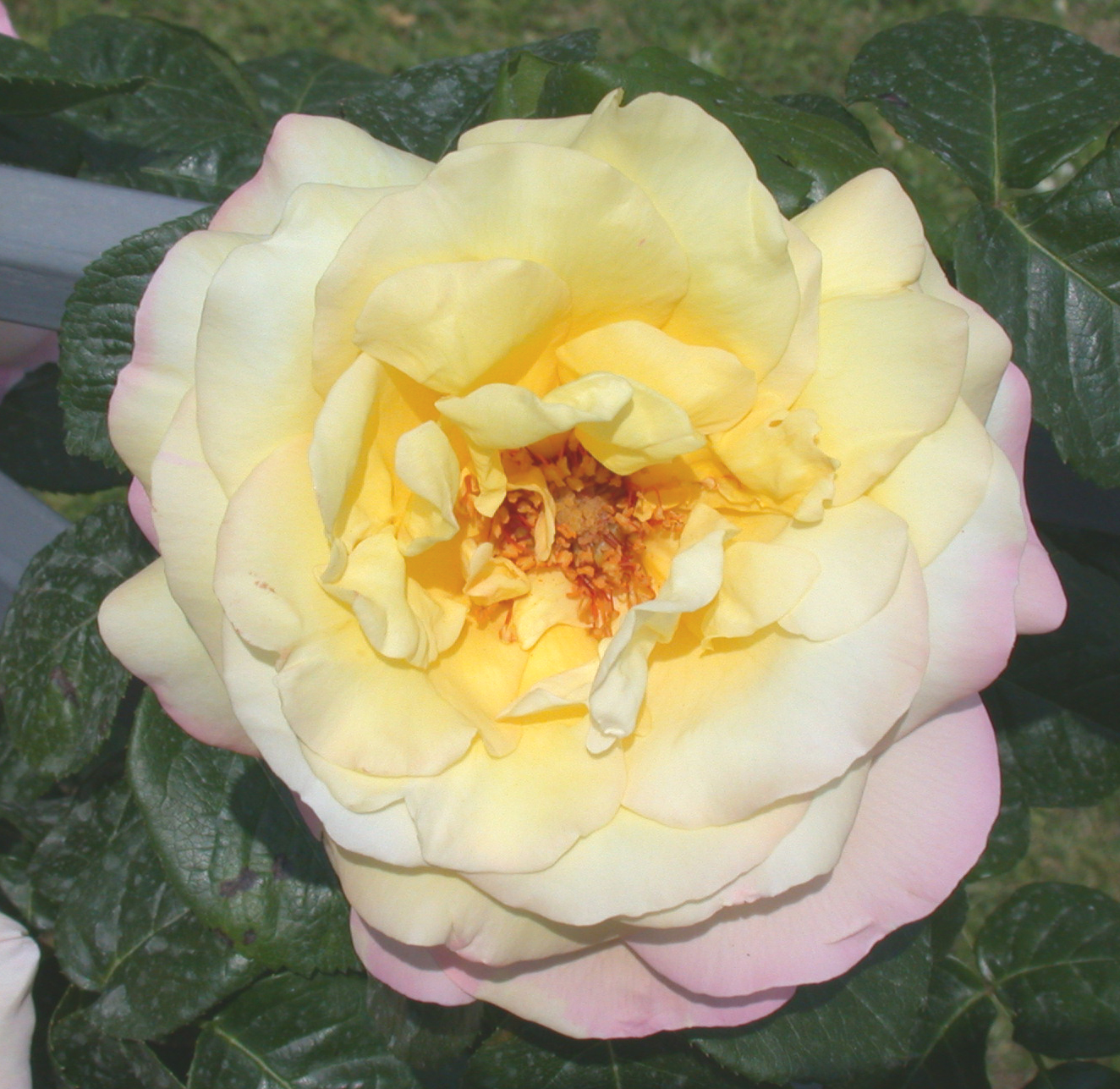
'Gioia Climbing', Brady, 1950 (États-Unis) = 'Mme A. Meilland' (France),  'Gloria Dei' (Allemagne), 'Peace' (États-Unis)
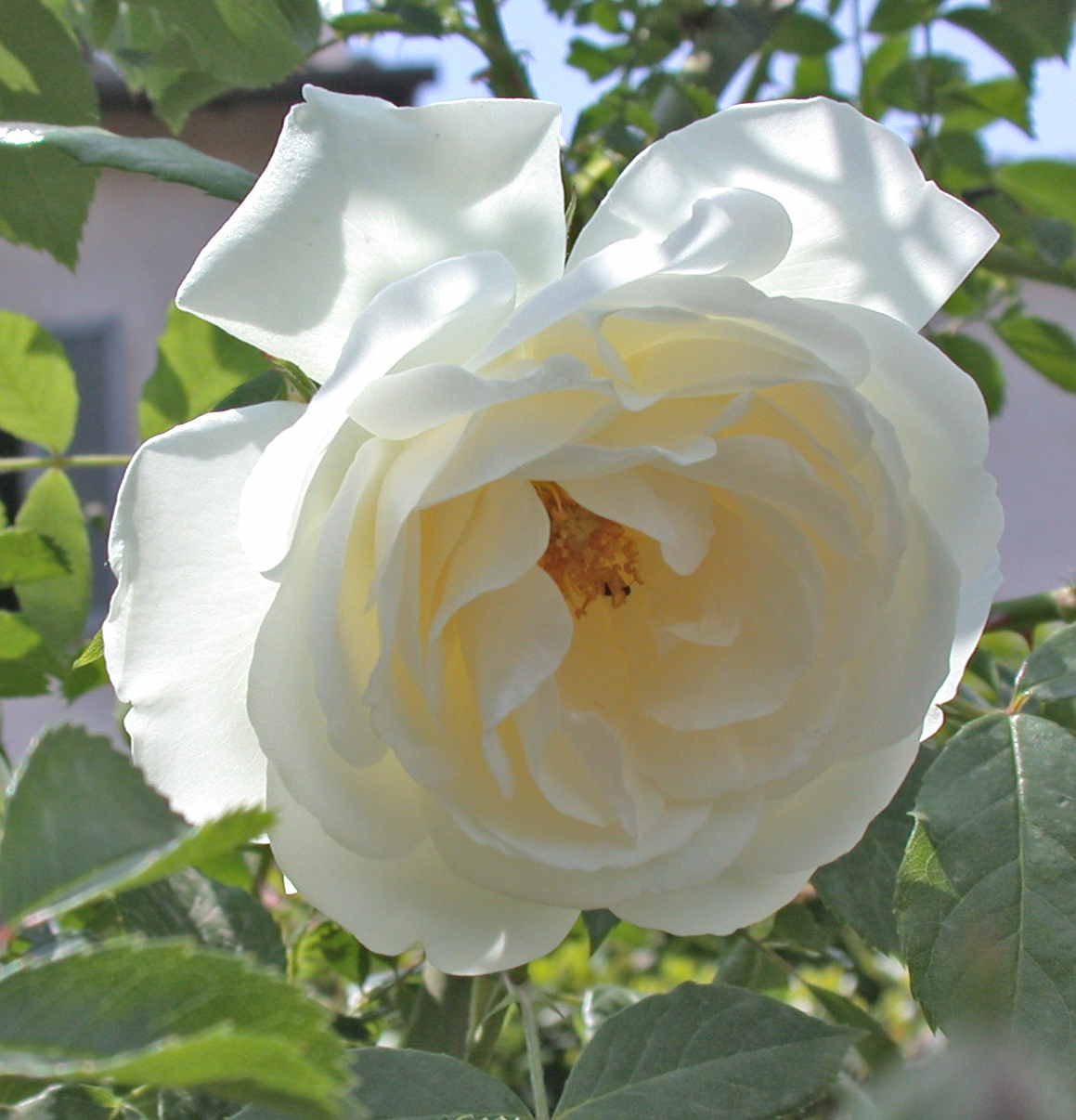
'Iceberg Climbing', B.R. Cant, 1968 (Angleterre)
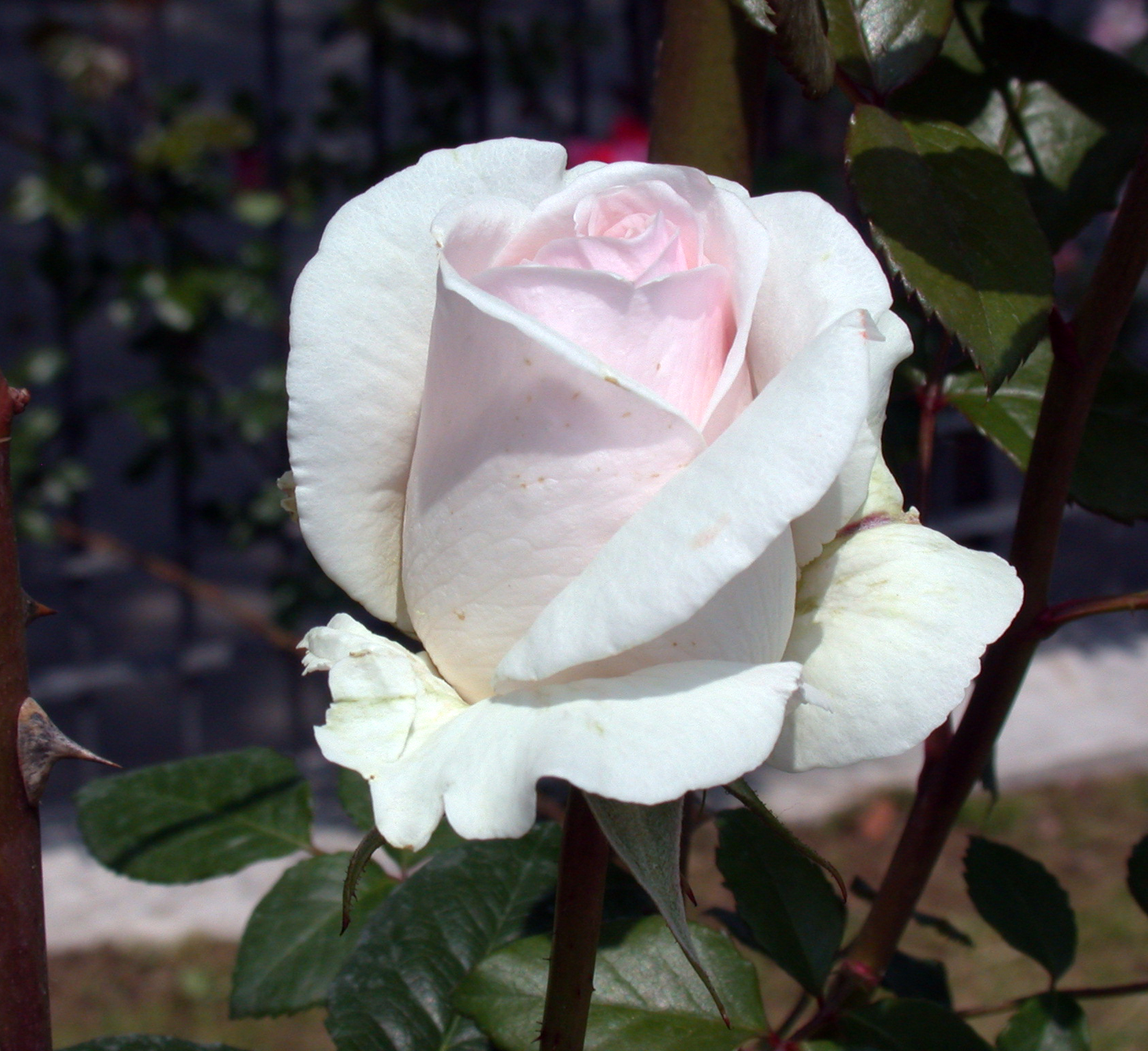
'Julia Renaissance', Poulsen, 1996 (Danemark)
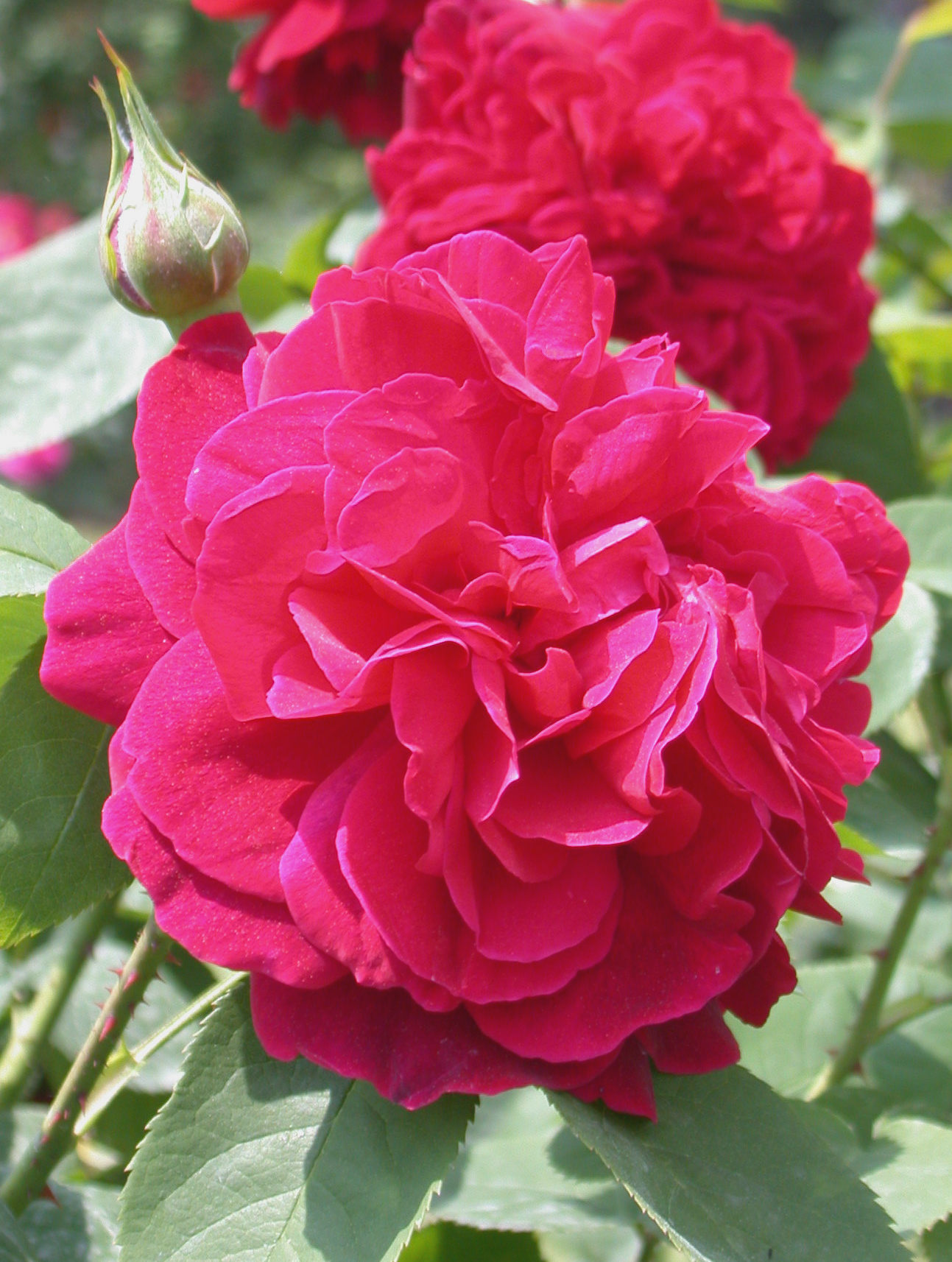
'L.D. Braithwaite', David Austin, 1988 (Angleterre)
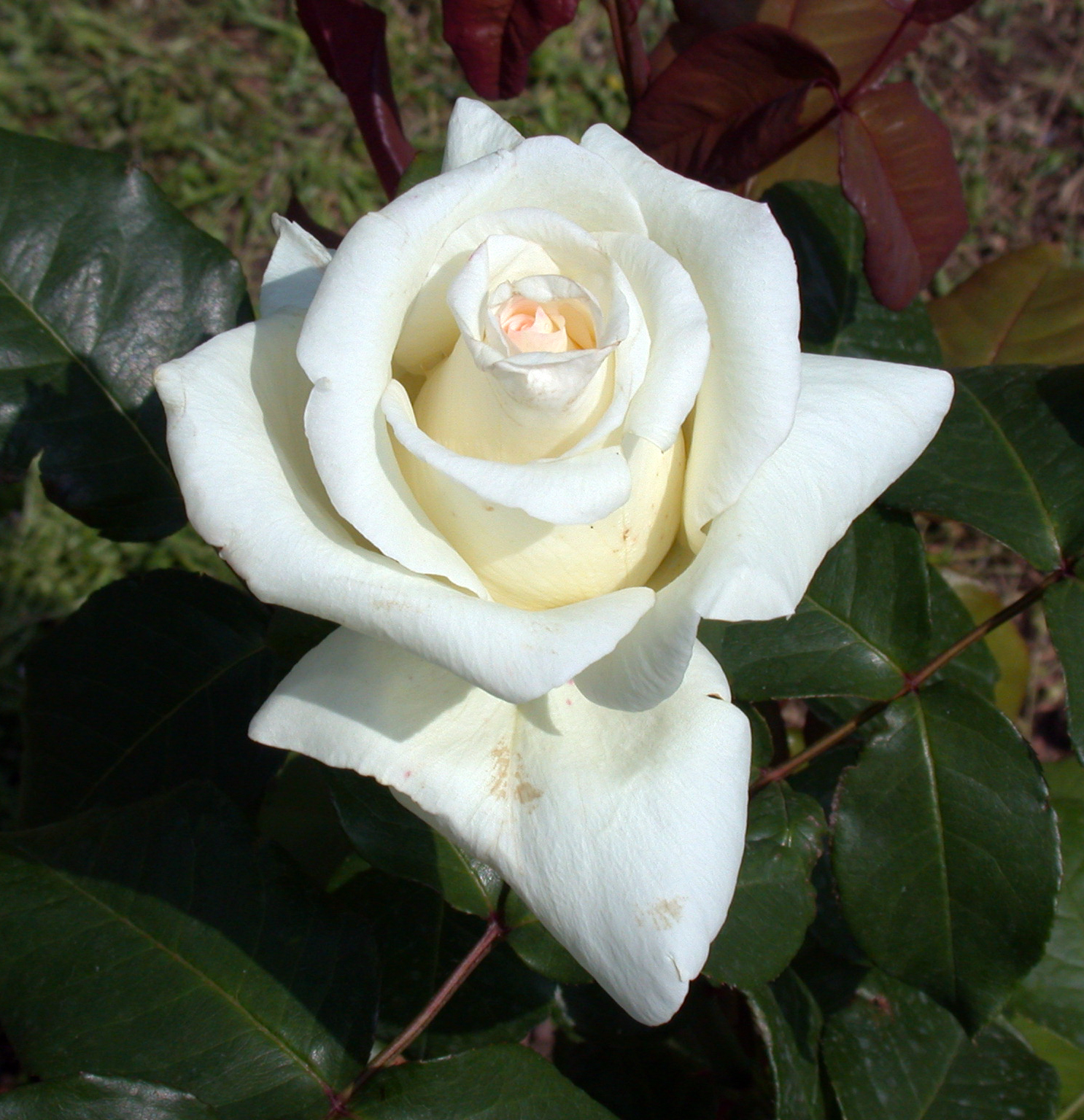
'New Champagne', Williams, 2001 (États-Unis)
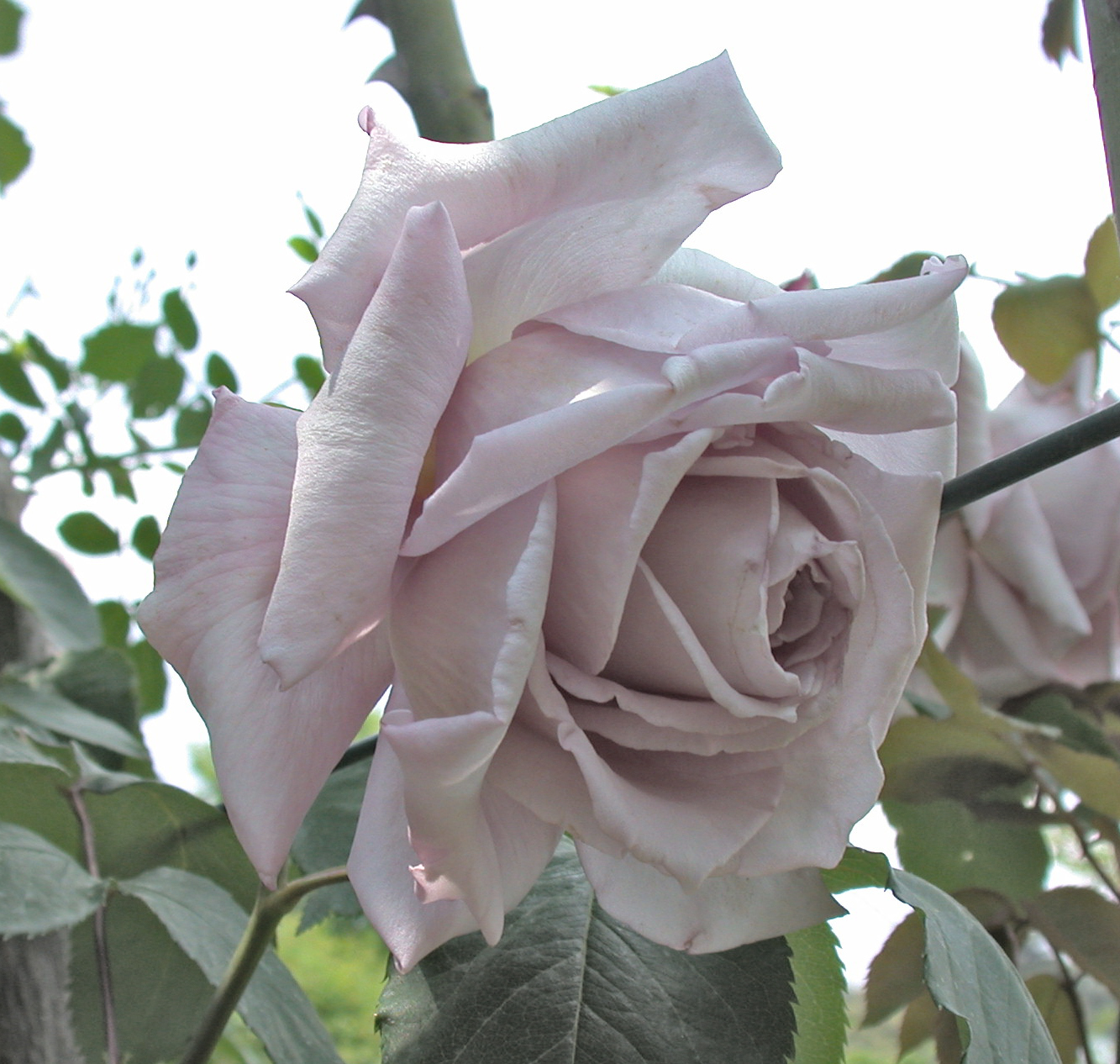
'Serenissima', Y. Takatori, 1980 (Japon)
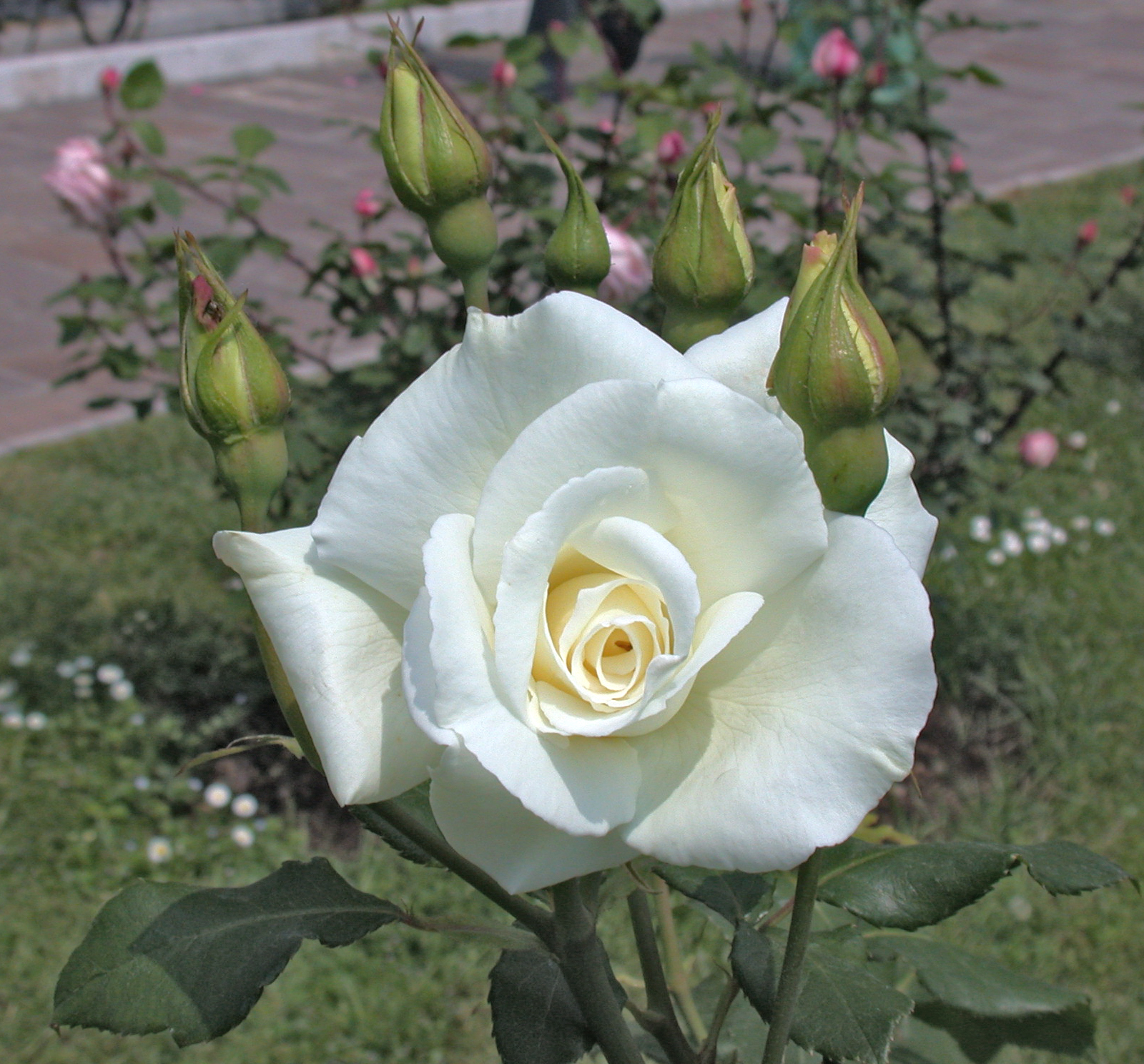
'Virgo', Mallerin, 1947 (France)
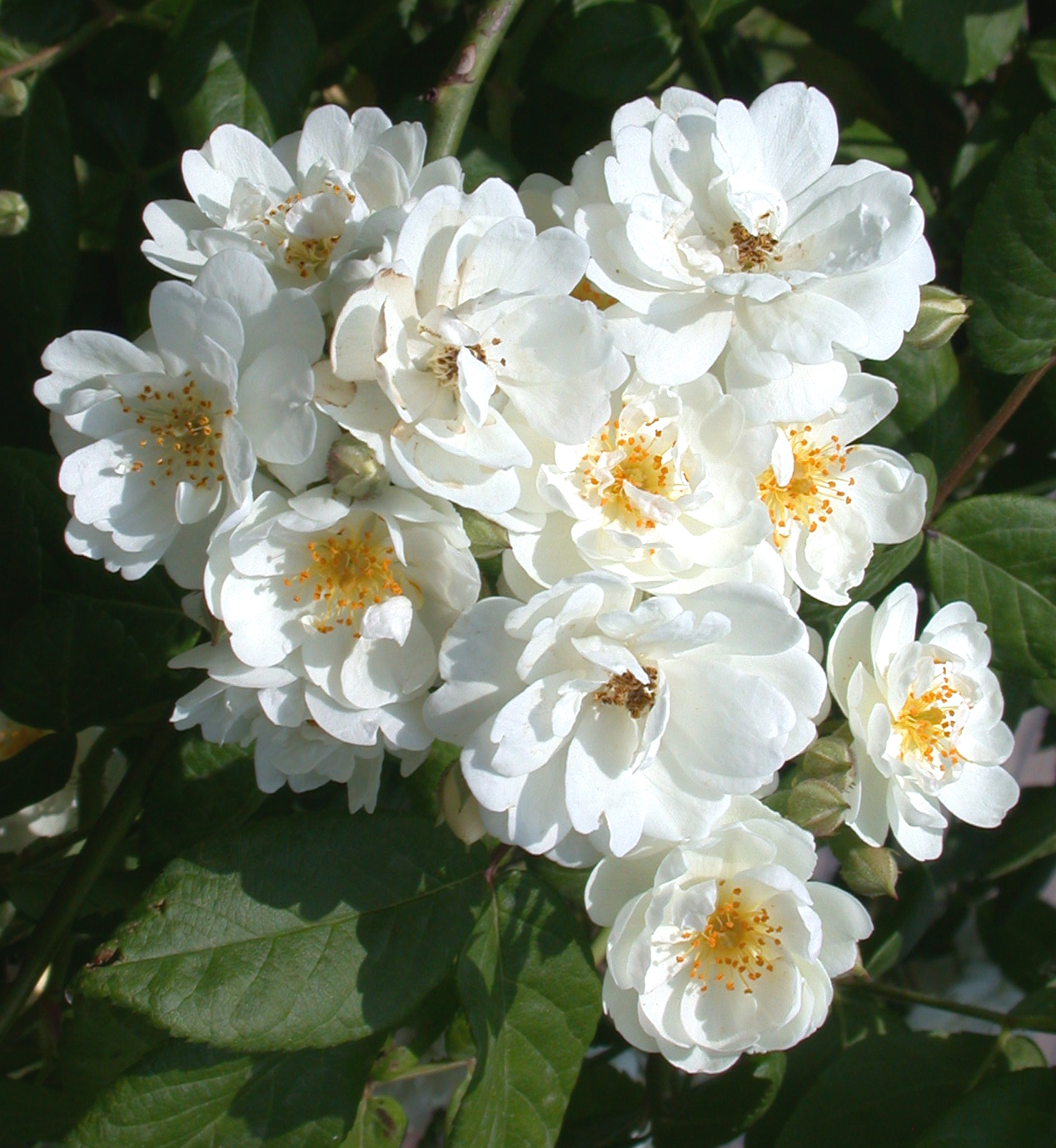
'Waterloo', Lens, 1988 (Belgique)
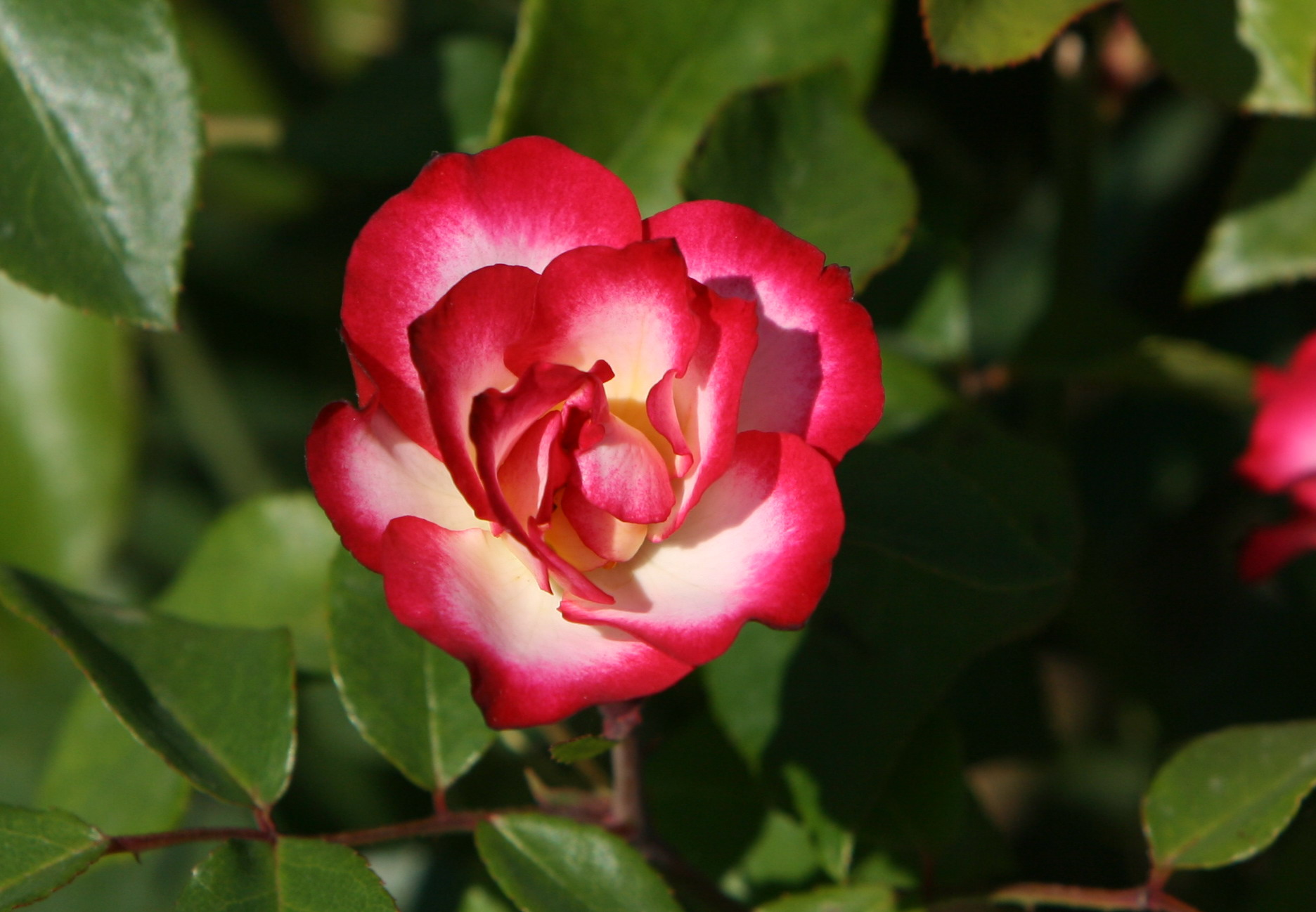
'Dorlobla'